# Formalisme rus
El formalisme rus és el moviment que inaugura la teoria literària del segle xx i un dels més importants de la història, malgrat la seva breu durada (neix vers el 1915 i el 1930 ja se'l pot considerar dissolt). S'acostumen a distingir tres moments dins aquests anys: naixement (1915-1916); esplendor (primera meitat dels anys 20); i decadència (fins al 1930), per motius polítics.
Els formalistes s'organitzen a l'entorn de tres institucions: 
- El Cercle Lingüístic de Moscou.
- La Societat per a l'Estudi del Llenguatge Poètic (en rus: OPOJAZ, Obscestvo izucenija Poeticeskogo Jazyka), de Sant Petersburg.
- El Departament d'Història de la Literatura de l'Institut Estatal d'Història de l'Art de Petrograd.

S'inclouen en aquest corrent, entre d'altres, Víktor Xklovski, Iuri Tiniànov, Vladímir Prop, Borís Eichenbaum, Roman Jakobson, Borís Tomaixevski i Grigori Gukovski.

## Plantejaments teòrics
A inicis del segle xx, els estudis literaris europeus es dividien en els d'arrel positivista, acadèmics i erudits; i els impressionistes, d'un subjectivisme radical, acientífics i vinculats a diaris i revistes. L'herència romàntica, amb la seva devoció al geni creador, havia provocat a més a més un exagerat interès per la vida de l'autor, la seva voluntat (la intentio auctoris) o fins i tot la inspiració. És a dir, aspectes extraliteraris que els formalistes denunciaran com a tangencials. Ho consideren un interès absurd, com absurd els sembla també el subjectivisme de la crítica impressionista. Els joves estudiants que formen el formalisme reclamen una ciència de la literatura, i es rebel·len contra l'statu quo.
Aquesta actitud provocadora coincideix amb la mostrada per les avantguardes artístiques, que parlaven d'un passat asfixiant. Els formalistes refusen la idea d'inspiració i consideren la creació literària com una qüestió d'ofici. Escriure és una feina i escriure bé és dominar les tècniques pròpies d'aquesta feina, igual que un artesà qualsevol. Fins i tot, qüestionen la idoneïtat del terme artista, i arriben a proposar la seva substitució pel d'especialista. Resulta un plantejament semblant al reivindicat per Edgar Allan Poe en els seus assaigs The Philosophy of Composition (1846) i The Poetic Principle (1850).
Contra els plantejaments centrats en aspectes extraliteraris o periliteraris (extrínsecs), el formalisme dona un paper central al text, a les paraules que fa servir (el que és intrínsec). Per això, molts dels seus membres tenen tant estudis literaris com lingüístics. Aquesta atenció a la paraula farà que, en un primer moment, plantegin l'obra literària com la suma de tots els recursos estilístics emprats en aquesta. La conseqüència que se'n deriva és la necessitat d'analitzar-los atentament si es vol realment analitzar (i comprendre) l'obra. Ara bé, no es tracta d'acumular dades (aspecte que havien criticat, i molt, del positivisme), sinó d'analitzar els aspectes constitutius de l'obra literària.

### Concrecions del cientificisme
Els seus plantejaments cientificistes acaben concretant-se en una sèrie d'aspectes:
- Situen l'obra, el text, en el centre. Si bé això els allunya del biografisme positivista, també els provocarà problemes amb el sociologisme marxista.
- Entenen la literatura com un àmbit autònom. Per això, volen estudiar les particularitats específiques del que és literari, el que Roman Jakobson anomenarà la literarietat.
- Intenten explicar com els mecanismes literaris produeixen efectes estètics.
- Fan servir un metallenguatge propi. Si els estudis literaris volen ser una ciència (i ells ho volien), s'han de dotar d'una terminologia científica.
- Estableixen en l'obra diversos nivells (fonemes, prosòdia, ritme, entonació...) i consideren que tots estan interrelacionats.
- Neguen que el seu sigui un sistema tancat. Consideren que el que fan és proposar hipòtesis i, si cal, les modifiquen tantes vegades com calgui. De fet, en els pocs anys de vida del moviment, hi haurà modificacions d'importància que acabaran desembocant de manera natural en el que es coneixerà com a estructuralisme.

El formalisme va destacar una obvietat que la crítica anterior no considerava: l'art és art. Mentre que els hereus del romanticisme mantenien una concepció gairebé mística de l'obra d'art, parlant d'inspiració, del que és inefable, de sublimitat, els formalistes consideren tot encert estètic en termes tècnics. El text esdevé així un artefacte construït amb unes eines i uns recursos, i tot l'extraliterari és irrellevant.

### El concepte deliterarietat
Roman Jakobson va establir la gran qüestió en el seu estudi La poesia russa moderna. En aquest, deia que l'objecte de la "ciència literària" no era la literatura, sinó la literarietat, és a dir, el que fa que un text sigui literatura. Si es pretenia fer una ciència, el primer que s'havia de fer era delimitar l'objecte d'estudi. Evidentment, per trobar el que feia que un text fos literatura i un altre no, calia analitzar textos i textos per poder extreure'n conclusions. Això donava un paper central al text, a diferència dels estudis tradicionals, centrats en l'autor, o en la societat; és a dir, en aspectes extraliteraris.
Una de les primeres coses que van fer en aquest sentit va ser oposar la llengua literària a la comuna, del dia a dia. D'aquesta confrontació, van concloure que el llenguatge poètic estava molt més elaborat que el quotidià, i en conseqüència la nostra atenció es desvia cap al mateix missatge, i no cap al seu contingut. És a dir, que les paraules no sols transporten informació, sinó que tenen un valor autònom. Així, els formalistes s'oposaven a les dues tesis fonamentals de Potebnia, imperants en Rússia fins a aquell moment: d'una banda, que la poesia sigui un pensament en imatges, tesi defensada també pels simbolistes; d'altra banda, que la poesia es basava en la dicotomia fons/forma. Pels formalistes, el que realment caracteritza la poesia és el seu ús particular dels recursos del llenguatge. A partir d'aquesta consideració, Jakobson acabaria desenvolupant la seva coneguda Teoria de les Funcions del Llenguatge, una de les quals és precisament la Funció Poètica.
Així, van destacar tres característiques del llenguatge que atorguen literarietat a un text: un ús desviat de l'ordinari (l'estranyament), consistent a combinar paraules de manera inusual (metàfora) o crear nous termes; abundància de paral·lelismes, contra l'economia del llenguatge ordinari, ja que es busca la bellesa i no l'eficàcia comunicativa, i ritme (especialment en la poesia).